# Prutá

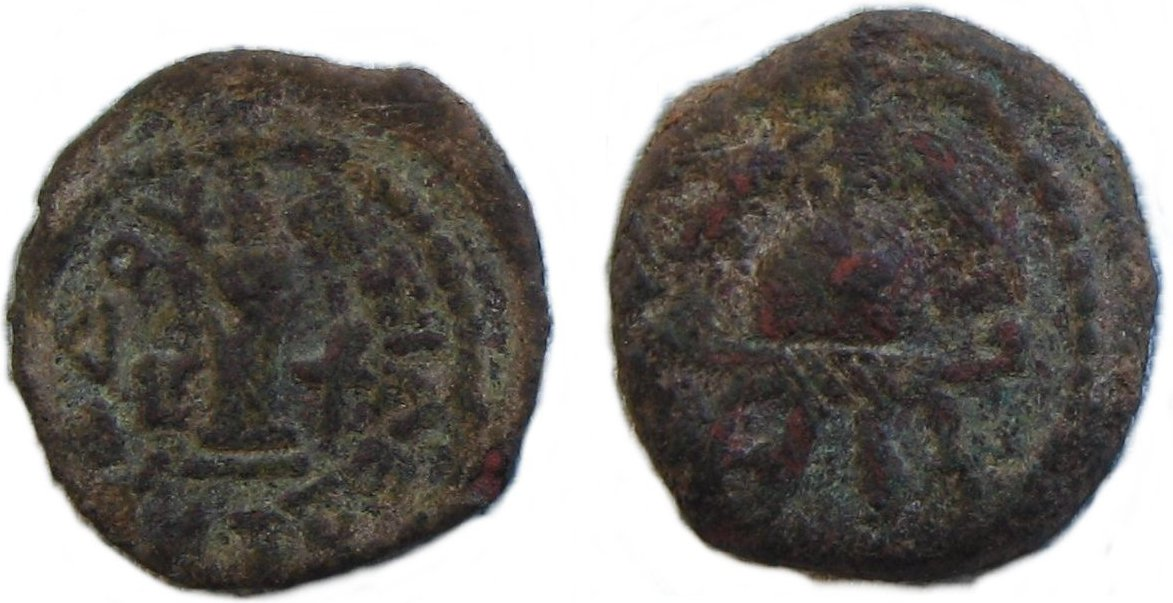
Prutá de Herodes, o Grande.

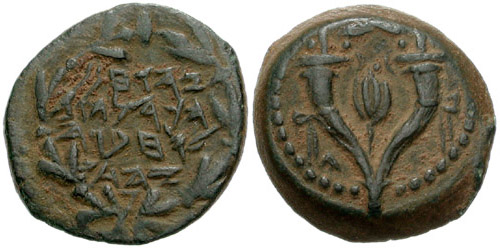
Prutá de João Hircano (134 a 104 a.C.)
Obv: Cornucópia dupla.
Rev: Cinco linhas no alfabeto hebraico antigo, que diz "Yehochanan Kohen Gadol Chaver Hayehudim" - "Yehochanan Alto Sacerdote, Chaver ("Amigo") dos Judeus".

Prutá (em hebraico: פרוטה), plural prutot, é uma antiga moeda de bronze judaica, que pesava um milésimo de libra. Uma fatia de pão, naquele tempo, valia cerca de dez prutot. Uma prutá também valia dois lepta (singular lépton), a moeda de menor denominação cunhada pelos reis das dinastias hasmonéia e herodiana.
O termo é encontrado na Mishná e no Talmude, onde têm o significado de "moeda de valor mínimo", provavelmente derivado de uma palavra aramaica com o mesmo significado.
As prutot também foram cunhados pelos procuradores romanos que governaram a província da Judéia, e posteriormente foram cunhados pelos próprios judeus, durante a Primeira Revolta Judaica (também chamadas de 'moedas de Massada'), e a Segunda Revolta Judaica.

## Era Moderna

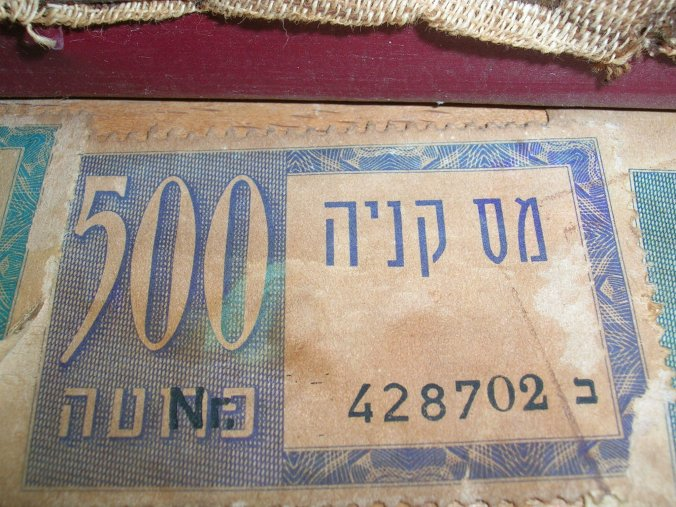
Selo indicando o pagamento de um "imposto de compra" de "500 pruta".

Em sequência ao estabelecimento do Estado de Israel, o governo requereu à Sociedade Numismática de Israel para propor os desenhos para uma nova série de moedas com o nome de 'prutá'; Leo Kadman, juntamente com o artista gráfico Otte Wallish, mandou esboços, que foram aprovados pelo Ministro das Finanças, Eliezer Kaplan. A moeda, que valia a milésima parte da libra israelense, substituiu o antigo mil, milésima parte da libra palestina, moeda emitida pelo Mandato Britânico da Palestina antes de maio de 1948.
A forma singular "prutá", ao invés do plural "prutot" foi erroneamente cunhado nas moedas de cinco e dez prutot; isso foi corrigido mais tarde em uma série de moedas de dez prutot, mas não nas de cinco.
A prutá foi abolida em 1960, quando o governo de Israel decidiu mudar as subdivisões da libra israelense em cem agorot, medida considerada necessária devido à constante desvalorização da moeda, que tornava redundantes as moedas com valores menores a dez prutot.